# Ponerorchis limprichtii
Ponerorchis limprichtii là một loài thực vật có hoa trong họ Lan. Loài này được (Schltr.) Soó miêu tả khoa học đầu tiên năm 1966.